# Mauritz Håkan Björnström-Steffansson
Mauritz Håkan Björnström-Steffanson, född 9 november 1883 i Österfärnebo, död 21 maj 1962 i Manhattan, New York, var en svensk-amerikansk affärsman, samt underlöjtnant. Han var en av lite över 700 överlevare från förlisningen av RMS Titanic 1912.
Han var utbildad ingenjör vid Tekniska Högskolan i Stockholm. Från 1909 var han verksam som affärsman i USA där han snabbt blev förmögen. När Björnström-Steffanson dog på 1960-talet lämnade han efter sig en stor förmögenhet och hans residens på Manhattan var då en av få kvarvarande privatbostäder i stadsdelen.

## Ombord på Titanic

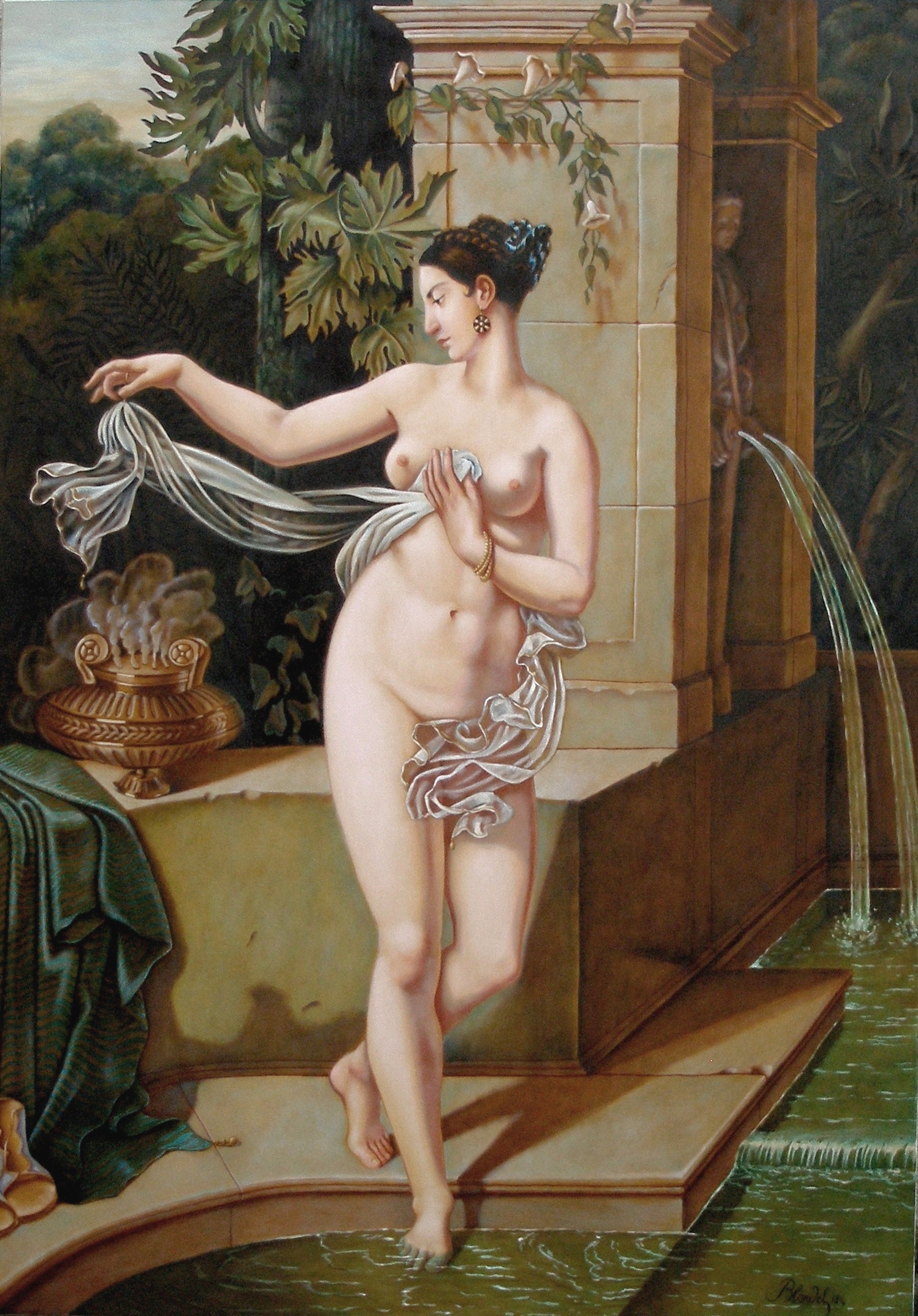
Kopia av tavlan La Circassienne au Bain av Merry-Joseph Blondel och ägd av Steffansson gick förlorad ombord på Titanic.

Steffanson reste den 10 april 1912 från Southampton med RMS Titanic. Han reste i första klass och hans hytt var belägen på däck C. På resan hade han sällskap av engelsmannen Hugh Woolner. Under kvällen den 14 april befann sig Steffanson tillsammans med ett antal herrar i första klassens rökrum som ägnade sig åt bridge och förfriskningar. Plötsligt kände de av vibrationer. Titanic hade gått på ett isberg. En stund senare ombads de sätta på sig sina livbälten. Steffanson och Woolner började hjälpa till med vad de kunde ute på båtdäcket samtidigt som besättningsmännen inledde evakueringen. Steffanson eskorterade en svensk grevinna (Sigrid Lindström) till en livbåt och hjälpte senare tillsammans med Woolner besättningen fylla hopfällbara livbåt C med kvinnor och barn.
Efter att ha gått ner i fartyget en sista gång, bara för att mötas av ett tomt däck och en snabbt falnande elbelysning tog sig de båda männen åter upp på däck som nu började översvämmas av vatten. De såg en av de hopfällbara livbåtarna, den sista som hann sjösättas korrekt från fartyget, och då de inte såg några andra i närheten bestämde de sig för att hoppa i den. Just som Håkan hoppade såg han en skymt av passageraren Erik Gustaf Lind, men återsåg honom aldrig. Hoppen lyckades de med och räddade sig därmed i sista stund.
Han var sedan med och organiserade en kommitté för att hylla kapten Arthur Rostron, befälhavare för det undsättande fartyget RMS Carpathia. Steffanson var den person som krävde White Star Line på störst skadestånd för en enskild förlorad tillhörighet, $100,000 för 1800-talsmålningen La Circassienne au Bain som gick förlorad i djupet.

## Fotnoter
1. 1 2  Encyclopedia Titanica.[källa från Wikidata]
2. ↑  https://www.encyclopedia-titanica.org/titanic-survivors-honor-capt-rostron.html
3. ↑  https://query.nytimes.com/gst/abstract.html?res=9504E1D9163FE633A25755C1A9679C946296D6CF&legacy=true